# 信阳师范大学
信阳师范大学是一所位于中国河南省信阳市的师范类院校。

## 历史
1975年，开封师范学院信阳分院创建，1978年中华人民共和国国务院批准该校升格为本科大学，易名为信阳师范学院。1979年，获得学士学位授予权。1998年8月，获得硕士学位授予权。2013年12月，河南省教育厅向教育部申报将信阳师范学院更名为“河南师范学院”，但未得到教育部的批准。
2016年，原本隶属于信阳师范学院的信阳师范学院华锐学院脱离该校，成为民办大学信阳学院。
2023年6月6日，中华人民共和国教育部同意信阳师范学院更名为信阳师范大学。